# 캐런 우드워드
케런 제인 우드워드(영어: Keren Woodward, 영어 발음: /ˈkɛrən/, 1961년 4월 2일 ~ )는 잉글랜드의 가수로 바나나라마의 멤버이다.